# Julio Fernandez
Julio Fernandez (Havana, 28 augustus 1954) is een Amerikaans gitarist. In 1961 verhuisde de familie Fernandez naar Hoboken (New Jersey).
Fernandez begon op zijn negende gitaar te spelen en haalde zijn inspiratie deels uit het optreden van The Beatles in de Ed Sullivan Show. Hij verkreeg verdere opleiding tijdens de middelbare en hogere school en ook in de diverse schoolbandjes. In 1972 was zijn studie afgerond. Het Montclair State College en School of Visual Arts in Manhattan  zorgden ervoor dat hij componeren leerde van Lou Stallman. Als uitvloeisel daarvan leerde hij Gerardo Velez kennen, de dan vaste percussionist van Spyro Gyra. In het tijdvak 1984/1985 verloor die band Chet Catallo als gitarist en Fernandez (geboren op dezelfde dag als Catallo) volgde hem op. Zijn eerste studioalbum met Spyro Gyra was Alternating currents. Sinds dat album maakte hij op een kleine periode na deel uit van de vaste kern en schreef voor ieder album wel een liedje.
Fernandez speelde in aanvulling op zijn optredens met Spyro Gyra ook met andere musici uit de fusionwereld. Hij speelde bijvoorbeeld met Dave Samuels (ooit ook Spyro Gyra) en Chuck Loeb (die componeerde een aantal stukken voor Spyro Gyra).

## Discografie

### Spyro Gyra
- 1985: Alternating currents
- 1986: Breakout
- 1987: Stories without words
- 1988: Rites of summer
- 1989: Point of view
- 1990: Fast forward
- 1992: Three wishes
- 1993: Dreams beyond control
- 1995: Love & other obsessions
- 1996: Heart of the night
- 1997: 20/20
- 1998: Road scholars
- 1999: Got the magic
- 2001: In modern times
- 2003: Original cinema
- 2004: The deep end
- 2006: Wrapped in a dream
- 2007: Good to Go-Go
- 2008: A night before Christmas
- 2009: Down The Wire
- 2011: A foreign affair

### Anderen
- Dave Samuels: Natural selection (1991)
- Jeremy Wall: Stepping in the new World (1992)
- Chuck Loeb: Listen (1999
- Jay Beckenstein: Eye contact (2000)